# 骆承政
骆承政（1934年11月—），浙江義烏人，水利工程師，中國水利部屬下南京水利科学院教授級高級工程師，获国家特殊津贴。他主編的《中国历史大洪水》、《中国大洪水—灾害性洪水述要》、《中国历史大洪水调查资料汇编》是中國水災史的重要工具書。

## 著作
- 《中国历史大洪水》（1989年7月「內部發行版」，1992年「初版」），原水利部长钱正英作序。以场次洪水为主要内容对历史上重大灾害性洪水发生时间、地区、雨洪特征、致灾程度作了全面分析。自公元1482年至1985年共分析92场大洪水。全书分上下两卷约200万字。[1]
- 《中国大洪水—灾害性洪水述要》（1996年12月），是《中国历史大洪水》的增补，自公元223年至1993年选编了143场洪水，较为简略。
- 《中国历史大洪水调查资料汇编》（2006）是各省水利部门数十年历史洪水调查成果的汇总，共汇编了5544个河段2万多个历史大洪水资料。

## 河南“75·8”水库溃坝的死亡人數
骆承政主編的《中国历史大洪水》在不同版次對文革年間河南“75·8”水库溃坝的死亡人數有很大的差異，引起爭議。
1989年7月，《中国历史大洪水（上）》內部發行版记载，「据统计，河南省有29个县市，1700万亩农田被淹，其中1100万亩农田受到毁灭性的灾害，1100万人受灾，85600多人死难。」1992年出版的下冊（自稱初版，實為第二版），載「据不完全统计……其中遭受毁灭性和特重灾害的地区约有耕地1100万亩，人口550万人，倒塌房屋560万间，……淹死26000人。」後來，南京信息工程大学的陈昌春考據版次，判断“上卷发行后，发现死亡数字存在重大争议……莫非通过此种上、下卷分别表述的笔法表达不同的观点？……不管真相如何，曲解别人的原意也是新闻传播当中的大忌。“26000与超过2.6万”、“据统计与据不完全统计”构成了两组耐人寻味的悬念”。

## 引用文獻
1. 1 2  . 南京水利科学研究院網站. （原始内容存档于2020-05-18）.
2. ↑  陈昌春. . 科学网博客. 2013-01-23. （原始内容存档于2020-03-27）.（註：作者陈昌春是南京信息工程大学地理与遥感学院副教授，主攻水文。）